# Hydraulický olej
Hydraulický olej je olej, který se používá v hydraulických zařízeních jako kapalina na přenášení, (resp. násobení tlaku v těchto kapalinách). Oproti vodě má tu výhodu, že systém chrání proti korozi a oxidace tohoto oleje trvá dlouho. Jeho stlačitelnost je minimální. Tyto oleje jsou hořlavé, a proto je do nich někdy přidávána voda.

## Vlastnosti
- Standardní hydraulické oleje

hustota oleje (při 15 °C) je víceméně stejná, standardně se pohybuje od 870 kg/m³ do 880 kg/m³
bod vzplanutí oleje je poměrně rozdílný – pohybuje se kolem 203 °C
teplota tuhnutí u těchto olejů je kolem -36 °C
- Nehořlavé hydraulické oleje

hustota těchto nehořlavých olejů je rozdílná – kolem 1 000 kg/m³ (jako hustota vody)
teplota tuhnutí u těchto olejů je kolem -30 °C